# Campeonato Clasificatorio de la UEFA para los Juegos Olímpicos de la Juventud de 2013
El Campeonato Clasificatorio de la UEFA para los Juegos Olímpicos de la Juventud de 2013 fue un evento de fútbol que entregó una plaza (para el campeón) para el Torneo olímpico juvenil de fútbol masculino Nankín 2014, que pertenece a la disciplina de fútbol de los Juegos Olímpicos de la Juventud 2014. El torneo se desarrolló entre el 19 y 21 de octubre de 2013 en la ciudad de Nyon, Suiza.
En esta edición, participaron selecciones que más coeficiente tienen en la clasificación Respeto juego limpio de todas las ediciones de los Campeonatos de Europa Sub-19 y Sub-17 desde 2010/11, sin contar con la fase final sub-19 de la temporada 2012/13.
Sin embargo, todas las federaciones que han participado en una fase final de una Copa Mundial de Fútbol, una Eurocopa o en algún Torneo olímpico juvenil de fútbol no eran elegibles.
Islandia, Finlandia, Moldavia y Armenia compitieron en esta edición al cumplir con esos requisitos y participaron en esta edición. Los futbolistas que participaron fueron aquellos que han nacido en 1999.

## Formato
Las selecciones participantes competirán en partidos de eliminatoria directa, consistiendo esta en semifinales y final y un partido por el tercer puesto. Todas las llaves serán jugadas a partido único.

## Partidos
|  | Semifinales                 | Semifinales                 |   |                             | Final                       | Final |  |
|  |                             |                             |   |                             |                             |       |  |
|  |                             |                             |   |                             |                             |       |  |
|  | Nyon, 19 de octubre de 2013 |                             |   |                             |                             |       |  |
|  | Islandia                    | 8                           |   |                             |                             |       |  |
|  | Finlandia                   | 0                           |   |                             |                             |       |  |
|  |                             |                             |   |                             |                             |       |  |
|  |                             |                             |   |                             | Nyon, 21 de octubre de 2013 |       |  |
|  |                             |                             |   |                             | Islandia                    | 3     |  |
|  |                             | Moldavia                    | 1 |                             |                             |       |  |
|  |                             |                             |   |                             |                             |       |  |
|  |                             |                             |   |                             |                             |       |  |
|  |                             |                             |   |                             | Tercer lugar                |       |  |
|  | Nyon, 19 de octubre de 2013 | Nyon, 19 de octubre de 2013 |   | Nyon, 21 de octubre de 2013 | Nyon, 21 de octubre de 2013 |       |  |
|  | Moldavia                    | 3                           |   | Finlandia                   | 2                           |       |  |
|  | Armenia                     | 0                           |   |                             | Armenia                     | 1     |  |

## Clasificado alTorneo olímpico juvenil de fútbol masculino Nankín 2014
| Bandera de Islandia |
| Islandia            |